# Dee Hsu
Dee Hsu, (chinois traditionnel : 徐熙娣 ; pinyin : Xú Xīdì) née le 14 juin 1978 à Taipei, est une animatrice de télévision, actrice, chanteuse taïwanaise. Elle est une ancienne danseuse de salon. Elle joué Dao Ming Zhuang dans la série télévisée Meteor Garden.